# Operation Napoleon
Operation Napoleon (en islandés: Napóleonsskjölin) es una película de suspense islandesa dirigida por Óskar Þór Axelsson. Está basada en la novela de 1999 del mismo nombre de Arnaldur Indriðason.

## Trama
La película cuenta la historia de Kristín, una abogada ambiciosa que se ve envuelta en una secuencia inesperada de acontecimientos cuando su hermano se topa con los restos de un avión de la Segunda Guerra Mundial en la cima de Vatnajökull.

## Elenco
- Vivian Ólafsdóttir como Kristín
- Jack Fox como Steve Rush
- Iain Glen como William Carr
- Wotan Wilke Möhring como Simón
- Ólafur Darri Ólafsson como Einar
- Atli Óskar Fjalarsson como Elías / Atli Oskar Fjalarsson
- Adesuwa Oni como Julie Ratoff
- Þröstur Leó Gunnarsson como Jóhannes
- Nanna Kristín Magnúsdóttir como Rosa
- Annette Badland